# Teo LT
TEO LT, AB – litewski dostawca usług telekomunikacyjnych z siedzibą w Wilnie.
Przedsiębiorstwo zostało założone w 1992 roku. W 2017 r. doszło do fuzji z operatorem Omnitel, a działalność Teo LT jest kontynuowana w ramach Telia Lietuva. 